# Gerald W. Landis
Gerald Wayne Landis, född 23 februari 1895 i Bloomfield i Indiana, död 6 september 1971 i Linton i Indiana, var en amerikansk politiker (republikan). Han var ledamot av USA:s representanthus 1939–1949.
Landis efterträdde 1939 Arthur H. Greenwood som kongressledamot och efterträddes 1949 av James Ellsworth Noland.
Landis ligger begravd på Fairview Cemetery i Linton.